# Moncho Gil
Ramón "Moncho" Gil Sequeiros (Vigo, 16 de agosto de 1897 - 18 de janeiro de 1965) foi um futebolista profissional espanhol, medalhista olímpico.
Ramón "Moncho" Gil representou seu país nos Jogos Olímpicos de Verão de 1920, na Antuérpia, ganhando a medalha de prata.